# Ding Xinyi
Pour les articles homonymes, voir Ding.
Ding Xinyi est une gymnaste rythmique chinoise née le 27 août 2004 à Chongqing. Elle a remporté la médaille d'or de l'épreuve par équipes de gymnastique rythmique aux Jeux olympiques d'été de 2024, organisés à Paris.